# Mudanya Atatürk
Mudanya Atatürk to wieloużytkowy stadion znajdujący się w mieście Mudanya, w Turcji. Na tym stadionie swoje mecze rozgrywa drużyna piłkarska Mudanyaspor. Stadion może pomieścić 3 000 widzów. Został oddany do użytku w roku 1995.